# Federação Camaronesa de Futebol
A Federação Camaronesa de Futebol (em francês: Fédération Camerounaise de Football, ou FECAFOOT) é o orgão dirigente do futebol nos Camarões. Ela é filiada à FIFA, à CAF e à UNIFFAC. Ela é a responsável pela organização dos campeonatos disputados no país, bem como da Seleção Nacional masculina e Feminina.
A seleção masculina camaronesa de futebol é uma das melhores da África, com reconhecimento internacional. Muitos de seus jogadores estão espalhados pelo mundo e encantam os espectadores com sua habilidade e alegria em jogar.
O seu maior título é a medalha de ouro obtida nos jogos olímpicos de verão de 2000. Na copa do mundo FIFA, seu melhor resultado foi o 7.° lugar em 1990, quando surpreendeu e encantou a todos com seu futebol, principalmente o seu maior craque, Roger Milla, que aos 38 anos de idade ainda roubava a cena. Outros astros do futebol camaronês são:
Samuel Eto'o, Elie Onana, René N'Djeya, Michael Kaham, Daniel Bekono, André Kana-Biyik, Patrick Mboma, Epherem M'Bom, Jean Pierre Tokoto, Thomas Libiih, entre outros. 